# Ипполитов, Данила Аркадьевич
Дани́ла Арка́дьевич Ипполи́тов (род. 15 августа 1990) — российский пляжный футболист, вратарь. Заслуженный мастер спорта России (2013). Продюсер фильмов и сериалов, актёр.

## Биография
Сын киносценариста и режиссёра Авдотьи Смирновой и искусствоведа Аркадия Ипполитова.
Занимался теннисом, плаванием, играл в футбольных школах «Локомотива» и «Зенита».
Окончил продюсерский курс Сергея Сельянова в петербургском Университете кино и телевидения.
Играл за команды «IBS» (2009—2011), «Строгино» (2012, 2014), «Локомотив» (2013).
В составе сборной России обладатель Кубка Европы 2012, чемпион мира 2013, победитель Евролиги 2013.
В 2015 году завершил спортивную карьеру.
С 2017 года продюсирует фильмы и сериалы, снимается в кино.

## Продюсирование
| Год  |     | Название                       | Роль                    |
| ---- | --- | ------------------------------ | ----------------------- |
| 2017 | кор | Судороги, Асфиксия, Смерть     | продюсер                |
| 2018 | с   | Лифт                           | продюсер                |
| 2020 | с   | Последний министр              | продюсер                |
| 2020 | с   | Проект «Анна Николаевна»       | продюсер                |
| 2020 | с   | Просто представь, что мы знаем | продюсер                |
| 2021 | ф   | Мажор. Фильм                   | ведущий продюсер        |
| 2021 | с   | Секреты семейной жизни         | ведущий продюсер        |
| 2021 | с   | Хрустальный                    | ведущий продюсер        |
| 2021 | с   | Пищеблок                       | ведущий продюсер        |
| 2021 | ф   | Бендер: Начало                 | ведущий продюсер        |
| 2021 | ф   | Бендер: Золото империи         | ведущий продюсер        |
| 2021 | с   | Коса                           | ведущий продюсер        |
| 2021 | с   | Вертинский                     | исполнительный продюсер |
| 2021 | с   | Контакт                        | ведущий продюсер        |
| 2021 | ф   | Бендер: Последняя афера        | ведущий продюсер        |
| 2021 | с   | Мажор (4-й сезон)              | ведущий продюсер        |
| 2022 | с   | Триггер (2-й сезон)            | ведущий продюсер        |
| 2025 | ф   | Голем (в производстве)         | ведущий продюсер        |

## Актёрские работы
- 2018 — «История одного назначения» — эпизод
- 2020 — «Просто представь, что мы знаем» — Никифоров
- 2021 — «Вертинский» — Люк